# Вуж-рибалка
Вуж-рибалка, або Ксенохрофіс (Xenochrophis) — рід змій з родини Полозові (Colubridae).

## Таксономія
Рід Xenochrophis відноситься по підродини вужеві (Natricinae). У його складі розрізняють 13 видів.

## Опис
Загальна довжина представників цього роду коливається від 50 см до 1,5 м. Голова трохи витягнута, дещо стиснута з боків. Тулуб стрункий. Спинні щитки кілеваті. Наділені пахучими анальними залозами, якими користуються для відлякування ворогів.
Забарвлення більшості видів оливкове або буре, але у деяких присутні яскраві червоні або жовті плями.

## Спосіб життя
Полюбляють вологі місцини. Більшість видів ведуть денний напівводний спосіб життя. Харчуються рибою, жабами, деякі види живляться також дрібними ящірками. Ці змії мають погану вдачу.
Зустрічаються як неотруйні види, так й слабко отруйні, які не становлять загрози для людини.
Це яйцекладні змії.

## Розповсюдження
Мешкають у багатьох районах материкової та острівної Азії.

## Види
- Xenochrophis asperrimus
- Xenochrophis bellula
- Xenochrophis cerasogaster
- Xenochrophis flavipunctatus
- Xenochrophis maculatus
- Xenochrophis melanzostus
- Xenochrophis piscator
- Xenochrophis punctulatus
- Xenochrophis sanctijohannis
- Xenochrophis schnurrenbergeri
- Xenochrophis trianguligerus
- Xenochrophis tytleri
- Xenochrophis vittatus